# Susanne Lang
Susanne Lang (ur. 11 stycznia 1967) – niemiecka florecistka reprezentująca RFN, dwukrotna medalistka mistrzostw świata.
Podczas mistrzostw świata w Barcelonie w 1985 reprezentantki RFN w składzie: Cornelia Hanisch, Anja Fichtel, Sabine Bischoff, Susanne Lang i Zita-Eva Funkenhauser zdobyły złoty medal w turnieju drużynowym. W tej samej konkurencji zdobyła następnie złoty medal na mistrzostwach świata w Denver cztery lata później.
Nigdy nie wzięła udziału w igrzyskach olimpijskich.